# Rosario Lanza
Rosario Lanza (Barrafranca, 8 giugno 1912 – Palermo, 29 gennaio 2006) è stato un politico italiano.

## Biografia
Avvocato, Combattente nella 2ª guerra mondiale, fu insignito della Croce di Guerra. Segretario Provinciale della Democrazia Cristiana di Enna e Caltanissetta. Già Consigliere d'Amministrazione del Banco di Sicilia.
Vice segretario regionale della Democrazia Cristiana, è eletto nel 1951 deputato all'Assemblea regionale siciliana nel collegio di Caltanissetta  . Diviene presidente della commissione Agricoltura. Rieletto nel 1955 diviene presidente del Collegio dei Deputati Questori. Assessore regionale ai Lavori pubblici dal 1956 al 1958. Confermato nel 1959 all'Ars diviene capogruppo della DC. Ancora assessore dal 1961 al 1962, stavolta al Bilancio.
Dal 1963 al 1971, per due legislature, diviene presidente dell'Assemblea regionale siciliana  .
Dal 1971 al 1983 fu presidente dell'Istituto Poligrafico e Zecca dello Stato .
Fu magistrato del Consiglio di Stato.

## Opere
- Codice delle disposizioni sul Consiglio di Stato e sui tribunali amministrativi regionali, 1990, Ist. Pol. dello Stato